# Чадукасы
Чадукасы́ (чув. Чатукасси) — деревня в Красноармейском муниципальном округе Чувашской Республики России.  

## История
В списке населённых мест Казанской губернии за 1859 год упоминается как казённая деревня Ядринского уезда Бибарсова (Чады-касы) при овраге Пелай, в которой насчитывалось 30 дворов и проживало 214 человек.
До 1866 года население деревни составляли государственные крестьяне, которые занимались земледелием, животноводством, кулеткачеством, торговлей мелочными товарами, отхожими промыслами. В 1884 году в деревне открыта школа грамоты, в 1909 году — земское училище. В 1930 году организован колхоз «Труженик».
После реформ 1861 года деревня вошла в состав Чебаевской волости. В дальнейшие годы входила в Цивильский уезд — 1921—1927 годы, Цивильский район — 1927—1935 и 1962—1965 годы, Траковский район — 1935—1940, Красноармейский район — 1940—1962 и с 1965 года.
В 2004—2022 годах деревня была административным центром упразднённого Чадукасинского сельского поселения.

## Население
| Год  | Численность | Численность |
| ---- | ----------- | ----------- |
| 2010 | 331         | [ 4 ]       |
| 2012 | 397         | [ 1 ]       |

## Инфраструктура
В деревне функционирует ООО "Агрофирма «Таябинка» (2010). Имеются школа, клуб, библиотека, офис врача общей практики, дом ветеранов, отделения связи и сбербанка, музей, спортплощадка, 2 магазина. В августе 2007 года близ села была освящена часовня «Живой источник Божьей Матери».